# Armactica peltaloma
Armactica peltaloma är en fjärilsart som beskrevs av Oswald Beltram Lower 1900. Armactica peltaloma ingår i släktet Armactica och familjen trågspinnare. Inga underarter finns listade i Catalogue of Life.